# Gulgastruridae
Gulgastruridae es una familia de Collembola en el orden Poduromorpha con una especie descripta propia de Extremo Oriente, Gulgastrura reticulosa.

## Taxonomía
- Género Gulgastrura - Yosii, R, 1966[3]
  - Gulgastrura reticulosa - Yosii, R, 1966